# Monoflata perpusilla
Monoflata perpusilla är en insektsart som först beskrevs av Fowler 1900.  Monoflata perpusilla ingår i släktet Monoflata och familjen Flatidae. Inga underarter finns listade i Catalogue of Life.